# Padingbüttel

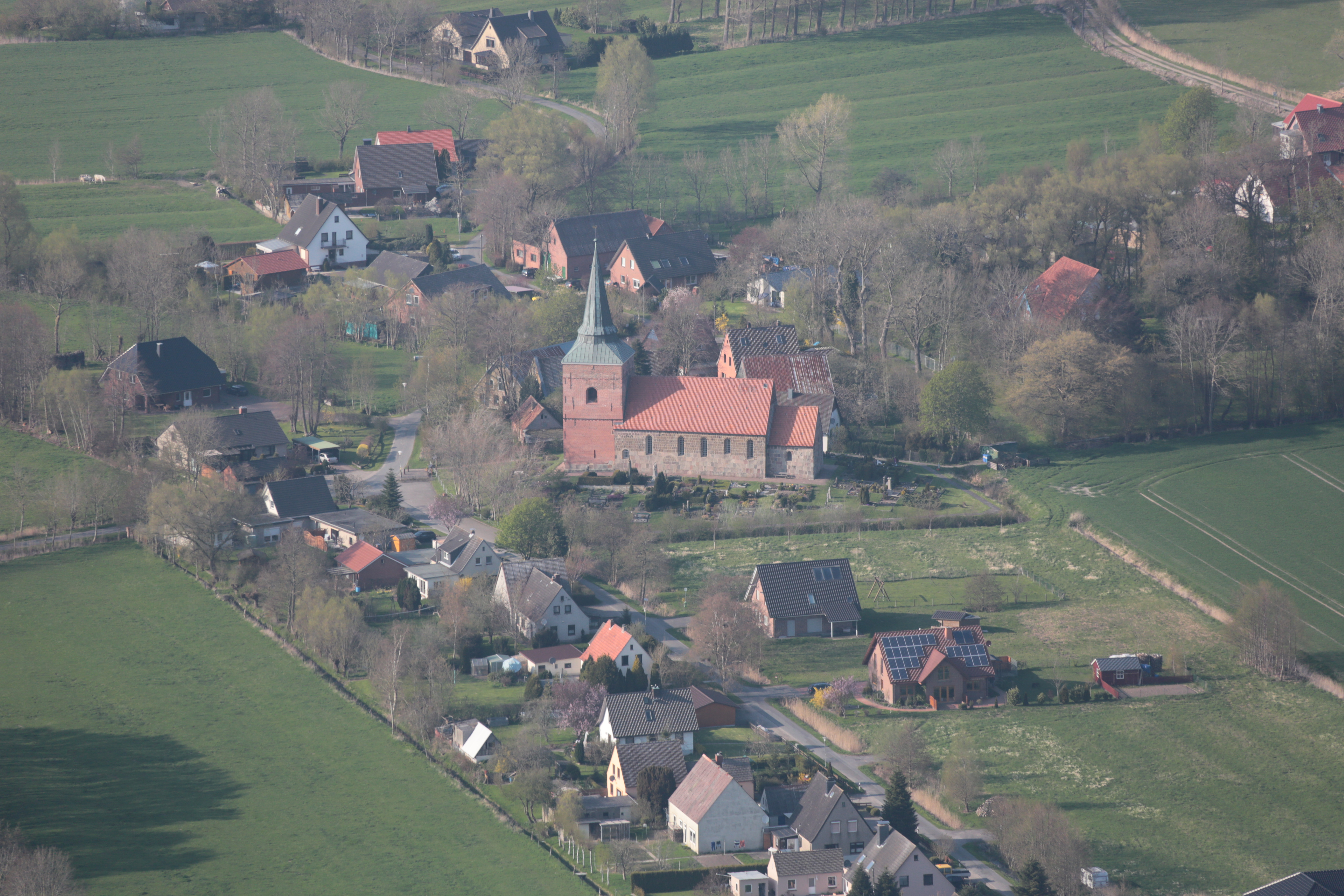
Luftaufnahme St.-Matthäus-Kirche

Padingbüttel (niederdeutsch Padingbüddel) ist eine Ortschaft der Gemeinde Wurster Nordseeküste im niedersächsischen Landkreis Cuxhaven.

## Geografie

### Lage
Der Ort liegt im Land Wursten in der Nähe der Nordsee. Der eigentliche Ortskern ist etwa drei Kilometer von der Nordsee entfernt. Allerdings liegen Teile des verstreuten Marschendorfes ihr näher.

### Ortsgliederung
- Altendeich
- Padingbüttel (Hauptort)
- Rotthausen

### Nachbarorte
|              |                                             |        |
|              | Kompassrose, die auf Nachbargemeinden zeigt | Dorum  |
| Misselwarden |                                             | Mulsum |

(Quelle:)

## Geschichte
Die ersten sächsischen Wurten wurden etwa im 1. bis 5. Jahrhundert aufgeworfen. Im Laufe der Völkerwanderung verließen die Sachsen das Land Wursten und Friesen besiedelten die alten Wohnplätze.
Die erste urkundliche Erwähnung des Ortes fand dann 5. März 1365 statt. Zur Ortsnamenendung siehe -büttel.

### Eingemeindungen
Im Zuge der Gebietsreform in Niedersachsen, die am 1. März 1974 stattfand, schlossen sich die Gemeinden Padingbüttel, Cappel, Midlum, Misselwarden, Dorum, Mulsum und Wremen zur Samtgemeinde Land Wursten zusammen.
Zum 1. Januar 2015 wurde die Samtgemeinde Land Wursten wieder aufgelöst und deren Mitgliedsgemeinden sowie die Gemeinde Nordholz fusionierten zur neuen Gemeinde Wurster Nordseeküste.

### Einwohnerentwicklung
| Jahr | Einwohner | Quelle |
| ---- | --------- | ------ |
| 1888 | 516       |        |
| 1910 | 549       | [ 5 ]  |
| 1925 | 557       | [ 6 ]  |
| 1933 | 525       | [ 6 ]  |
| 1939 | 490       | [ 6 ]  |
| 1950 | 739       | [ 7 ]  |
| 1956 | 651       | [ 7 ]  |
| 1964 | 595       |        |
| 1975 | 0563 ¹    | [ 8 ]  |

| Jahr | Einwohner | Quelle |
| ---- | --------- | ------ |
| 1980 | 575 ¹     | [ 8 ]  |
| 1985 | 588 ¹     | [ 8 ]  |
| 1990 | 577 ¹     | [ 8 ]  |
| 1995 | 534 ¹     | [ 8 ]  |
| 2000 | 511 ¹     | [ 8 ]  |
| 2005 | 477 ¹     | [ 8 ]  |
| 2010 | 479 ¹     | [ 8 ]  |
| 2014 | 480 ¹     | [ 8 ]  |
| 2017 | 4850      | [ 1 ]  |

¹ jeweils zum 31. Dezember
|  |

## Politik

### Gemeinderat und Bürgermeister
Auf kommunaler Ebene wird Padingbüttel vom Rat der Gemeinde Wurster Nordseeküste vertreten.

### Ortsvorsteher
Der Ortsvorsteher von Padingbüttel ist Eide Lübs (CDU). Seine Stellvertreterin ist Anja Hanke (Bündnis 90/Die GRÜNEN). Die Amtszeit läuft von 2021 bis 2026.

### Wappen
Der Entwurf des Kommunalwappens von Padingbüttel stammt von dem Heraldiker und Wappenmaler Albert de Badrihaye, der zahlreiche Wappen im Landkreis Cuxhaven erschaffen hat.
| Wappen von Padingbüttel | Blasonierung: „Gespalten, vorn in Grün drei silberne Kleeblätter (2 : 1), hinten in Silber ein gold-bewehrter und gekrönter schwarzer Adler.“             |
| Wappen von Padingbüttel | Wappenbegründung: Das Wappen lehnt sich an das des hervorragenden Oberdeichgrafen Eibe Siade Johans (1659–1720) an, eines der größten Söhne der Gemeinde. |

### Flagge
Die Ortschaft führt eine waagerecht in gleichen Teilen grün-weiß-grün gestreifte Flagge, in deren Mitte das Wappen abgebildet ist.

## Kultur und Sehenswürdigkeiten

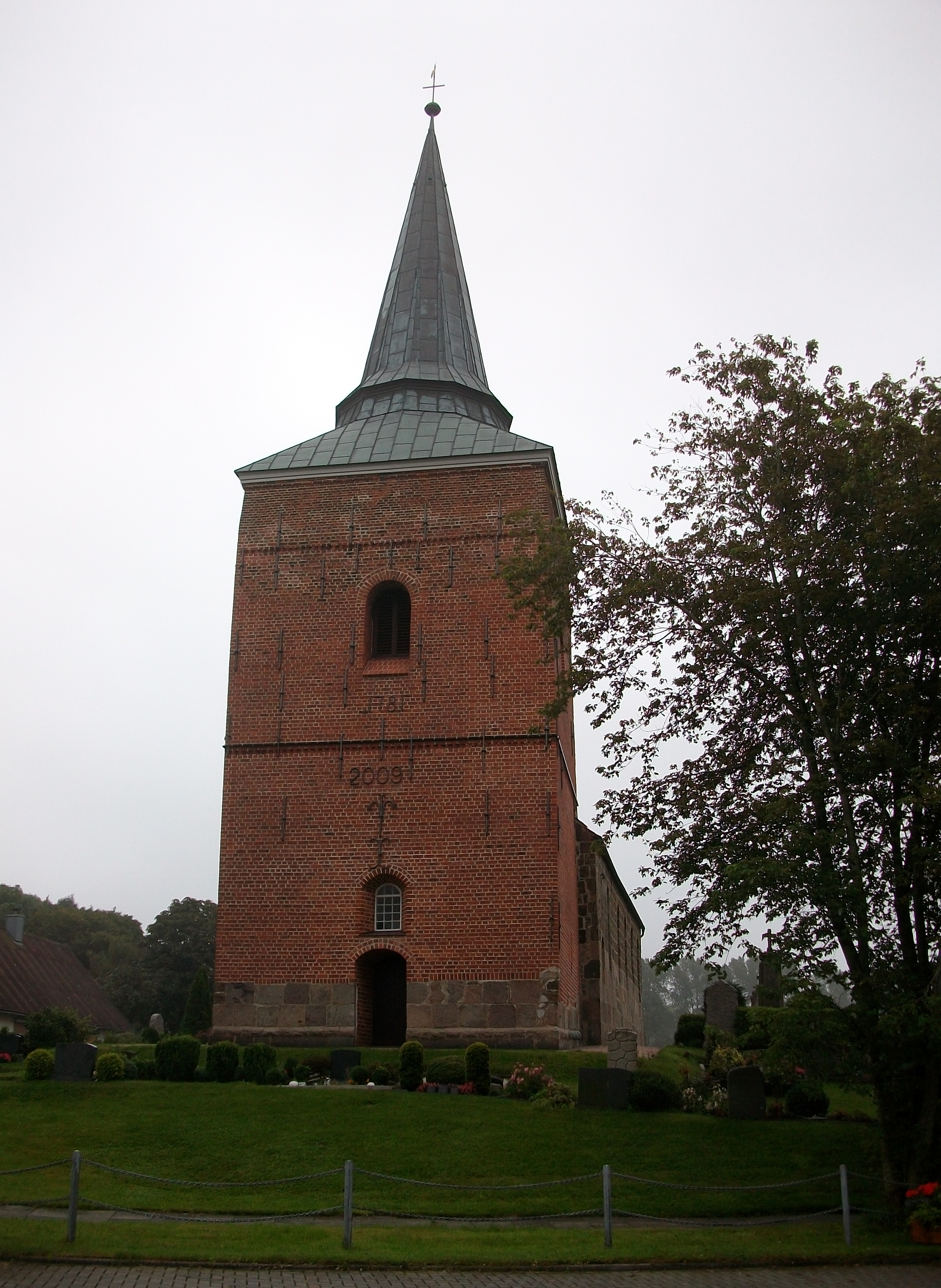
St.-Matthäus-Kirche

### Bauwerke
- Ev. St.-Matthäus-Kirche im 13. Jahrhundert als Wehrkirche errichtet, aus Backstein, auf Sandsteinsockel, mit Kanzel von 1652, Flügelaltar von um 1480; erweitert im 15. Jahrhundert um den Westturm.
- Hofanlage Padingbütteler Altendeich 76 vom Ende des 18. Jhs., stark überformt
- Hofanlage Padingbütteler Strich 36 mit massiven Hallenhaus von 1840, Kruppcheune von 1821 und Stall von um 1880
- Hofanlage Padingbütteler Strich 40, im Kern von 1601, erneuerte Teile um 1850 und 1900

### Vereine und Verbände
- Jagdgenossenschaft Padingbüttel
- Schützenverein Padingbüttel
- TSV Padingbüttel

## Wirtschaft, Infrastruktur und Verkehr
Der Ort ist heute hauptsächlich Wohnort mit einigen landwirtschaftlichen und handwerklichen Betrieben. Durch die Lage am Weser-Radweg und die Nähe zur Nordseeküste sowie die Nachbarschaft zu den Küstenorten Wremen und Dorum-Neufeld werden Ferienunterkünfte auch touristisch genutzt. Seit 1993 besteht zudem ein Windpark beim Ort, der mit zehn Rotoren eine Leistung von 4,8 Megawatt erzeugt.
Der Ort ist über ein Anruf-Sammel-Taxi (AST) an den öffentlichen Personennahverkehr angebunden. Dieses AST verkehrt an allen Tagen der Woche.

## Persönlichkeiten

### Söhne und Töchter des Ortes
- Tjede Peckes (um 1500–1517), wurtfriesische Fahnenjungfer (auch als Jeanne d’Arc des Nordens bezeichnet)
- Vincent Lübeck (1654–1740), barocker Komponist
- Eibe Siade Johans (1659–1720), Oberdeichgraf
- Bernhard von Langenbeck (1810–1887), Chirurg
- Erich von Lehe (1894–1983), Archivar und Historiker
- Ludwig Arps (1907–1974), Wissenschaftler und Autor

### Personen, die mit dem Ort in Verbindung stehen
- Johann David Schlichthorst (1800–1843), Theologe, Pfarrer in Padingbüttel
- Georg Grygo (1902–1969), Bildhauer, lebte mit seiner Frau ab 1943 in Padingbüttel

## Sagen und Legenden
- Der Mann im Watt[11] o. a. Der Wattgeist[12]
- Der Wunderberg[12][13]
- Die Katze als Schutzengel[14] o. a. Vom Kind und der Katz[12]
- Getreu bis in den Tod[15]
- Rotthausen[12][16]
- Vom Adlerwappen der Wurster[17] o. a. Das Adlerwappen[12]
- Vom Spuk am Kirchhofssteg[18]
- Wolff von der Wolfsburg[12][19]